# Marks voetbalkampioenschap 1905/06
In 1905/06 werd het eerste Marks voetbalkampioenschap gespeeld, dat georganiseerd werd door de West-Duitse voetbalbond. 
De voorgaande seizoenen speelden de clubs in de Rijn-Ruhrcompetitie. VSuS Schalke 1896 werd kampioen en plaatste zich voor de West-Duitse eindronde. In een groepsfase met Cölner FC 1899,  Duisburger SpV en FC Viktoria Ratingen eindigde de club laatste. 
BV 04 Dortmund was de voetbalafdeling van de Turn- und Fechtclub Dortmund die zelfstandig geworden was. 

## 1. Klasse
| Plaats | Club               | Wed.              | W                 | G                 | V                 | Saldo             | Ptn.              |
| ------ | ------------------ | ----------------- | ----------------- | ----------------- | ----------------- | ----------------- | ----------------- |
| 1.     | VSuS Schalke 1896  | 4                 | 2                 | 2                 | 0                 | 14:6              | 6:2               |
| 2.     | Hammer FC 1903     | 4                 | 1                 | 1                 | 2                 | 9:6               | 3:5               |
| 3.     | Dortmunder FC 1895 | 4                 | 1                 | 2                 | 3                 | 3:14              | 3:5               |
| 4.     | BV 04 Dortmund     | Gediskwalificeerd | Gediskwalificeerd | Gediskwalificeerd | Gediskwalificeerd | Gediskwalificeerd | Gediskwalificeerd |

|  | Kampioen   |
|  | Degradatie |

## 2. Klasse
| Plaats | Club                    | Wed. | W | G | V | Saldo | Ptn.  |
| ------ | ----------------------- | ---- | - | - | - | ----- | ----- |
| 1.     | BV Steele 1903          | 8    |   |   |   | 30:12 | 13:03 |
| 2.     | BV Dortmund 04 II       | 8    |   |   |   | 21:13 | 11:05 |
| 3.     | SuS Schalke 1896 II     | 8    |   |   |   | 19:17 | 07:09 |
| 4.     | SC Westfalia 1904 Herne | 8    |   |   |   | 05:28 | 05:11 |
| 5.     | FC Langendreer 1904     | 8    |   |   |   | 10:15 | 04:12 |

|  | Kampioen   |
|  | Degradatie |